# Brenzikofen
Brenzikofen is een gemeente en plaats in het Zwitserse kanton Bern, en maakt deel uit van het district Bern-Mittelland.
Brenzikofen telt 520 inwoners.